# Oecetis rajasimha
Oecetis rajasimha är en nattsländeart som beskrevs av Schmid 1995. Oecetis rajasimha ingår i släktet Oecetis och familjen långhornssländor. Inga underarter finns listade i Catalogue of Life.